# USS Meyer (DD-279)
USS Meyer (DD-279) là một tàu khu trục lớp Clemson được Hải quân Hoa Kỳ chế tạo vào cuối Chiến tranh Thế giới thứ nhất. Nó là chiếc tàu chiến duy nhất của Hải quân Hoa Kỳ được đặt theo tên Bộ trưởng Hải quân George von Lengerke Meyer (1858-1918). Meyer ngừng hoạt động năm 1929 và bị tháo dỡ năm 1932 nhằm tuân thủ quy định hạn chế vũ trang của Hiệp ước Hải quân London.

## Thiết kế và chế tạo
Meyer được đặt lườn vào ngày 6 tháng 2 năm 1919 tại xưởng tàu Squantum Victory Yard của hãng Bethlehem Shipbuilding Corporation ở Squantum, Massachusetts. Nó được hạ thủy vào ngày 18 tháng 7 năm 1919, được đỡ đầu bởi bà C. R. P. Rodgers, con gái Bộ trưởng Meyer; và được đưa ra hoạt động vào ngày 17 tháng 12 năm 1919 dưới quyền chỉ huy của Hạm trưởng, Trung tá Hải quân W. E. Clarke.

## Lịch sử hoạt động
Sau khi hoàn tất việc chạy thử máy tại vùng bờ Đông, Meyer khởi hành từ Boston, Massachusetts vào ngày 9 tháng 2 năm 1920 để đi sang vùng bờ Tây. Nó đi đến San Diego, California vào ngày 1 tháng 4, chỉ để nhanh chóng lên đường không lâu sau đó cho chuyến đi đến San Francisco, California và nhiều cảng ở Alaska. Quay trở về San Diego vào ngày 18 tháng 8, nó tiếp tục hoạt động dọc theo vùng bờ Tây, trải dài từ Alaska đến tận Panama, xen kẻ với những chuyến đi đến vùng quần đảo Hawaii, trong suốt tám năm rưỡi tiếp theo. Trong thời gian này, vào tháng 8 năm 1927, nó phục vụ như cột mốc dẫn đường hỗ trợ các phi công tham gia cuộc đua Dole từ lục địa Hoa Kỳ đến Hawaii.
Vào đầu năm 1929, chiếc tàu khu trục được cho đại tu chuẩn bị ngừng hoạt động, và nó được cho xuất biên chế vào ngày 15 tháng 5 năm 1929 tại San Diego. Đến ngày 17 tháng 6, nó được cho kéo đến Xưởng hải quân Mare Island để tháo dỡ. Tên nó được cho rút khỏi danh sách Đăng bạ Hải quân vào ngày 25 tháng 11 năm 1930 và vật liệu của nó bị bán vào ngày 25 tháng 2 năm 1932.